# إلين فاين
إلين فاين (بالإنجليزية: Elaine Fine)‏ هي عازفة كمان وملحنة أمريكية، ولدت في 30 أبريل 1959 في كليفلاند في الولايات المتحدة.